# Rackets als Jocs Olímpics d'estiu de 1908 - Dobles
La prova de dobles de rackets va ser una de les dues de rackets que es disputaren als Jocs Olímpics de Londres de 1908.

## Medallistes
| Or                                          | Plata                                    | Bronze                             |
| John Jacob Astor (GBR) · Vane Pennell (GBR) | Cecil Browning (GBR) · Edmund Bury (GBR) | Evan Noel (GBR) · Henry Leaf (GBR) |

## Resultats
|  | Semifinal                               | Semifinal                               | Semifinal |  |  | Final                                   | Final                                   | Final |
|  |                                         |                                         |           |  |  |                                         |                                         |       |
|  |                                         |                                         |           |  |  | John Jacob Astor · i Vane Pennell (GBR) | John Jacob Astor · i Vane Pennell (GBR) | 4     |
|  | John Jacob Astor · i Vane Pennell (GBR) | John Jacob Astor · i Vane Pennell (GBR) | 4         |  |  | Cecil Browning · i Edmund Bury (GBR)    | Cecil Browning · i Edmund Bury (GBR)    | 1     |
|  | Henry Leaf · Evan Noel (GBR)            | Henry Leaf · Evan Noel (GBR)            | 2         |  |  |                                         |                                         |       |